# Koms Glacier
Koms Glacier är en glaciär i Antarktis. Den ligger i Östantarktis. Norge gör anspråk på området. Koms Glacier ligger 1 501 meter över havet.
Terrängen runt Koms Glacier är varierad. Trakten är obefolkad. Det finns inga samhällen i närheten. 